# Kazimierz Bogdanowicz (generał)

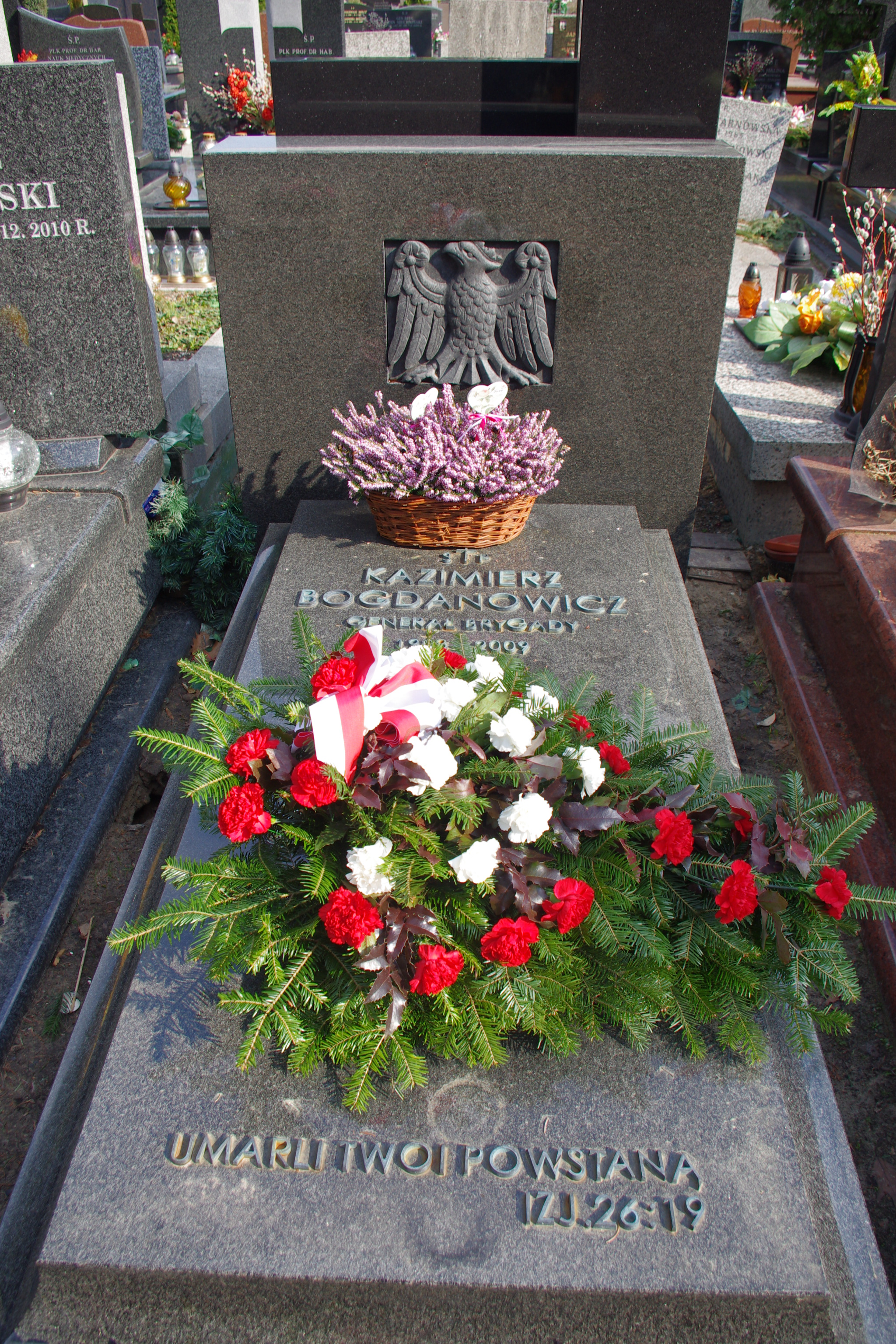
Grób gen. Kazimierza Bogdanowicza (1928-2009) na Cmentarzu Wojskowym na Powązkach w Warszawie

Kazimierz Bogdanowicz (ur. 2 marca 1928 w Gawryliszkach w gminie Podbrzezie, zm. 25 marca 2009 w Warszawie) – polski dowódca wojskowy, generał brygady Wojska Polskiego.

## Życiorys
W latach 1943–1944 był żołnierzem Armii Krajowej. W jej szeregach wziął udział w akcji „Burza”. W 1949 został powołany do odbycia zasadniczej służby wojskowej i wcielony do 16 Kołobrzeskiego pułku piechoty w Krakowie, jako elew szkoły podoficerskiej. W latach 1950–1951 był podchorążym Oficerskiej Szkoły Broni Pancernej w Poznaniu, a w latach 1951–1953 podchorążym Technicznej Oficerskiej Szkoły Wojsk Pancernych w Giżycku.
Po ukończeniu szkoły oficerskiej został przydzielony do 26 pułku artylerii pancernej w Gubinie-Komorowie i wyznaczony na stanowisko pomocnika dowódcy kompanii do spraw technicznych. W tym samym roku został przeniesiony do 69 pułku zmechanizowanego w Kostrzynie nad Odrą, w którym objął dowództwo kompanii. W latach 1956–1959 był słuchaczem Akademii Sztabu Generalnego im. gen. broni Karola Świerczewskiego w Rembertowie.
W 1959, po ukończeniu studiów, został pomocnikiem, a następnie starszym pomocnikiem szefa sztabu do spraw operacyjnych 22 Drezdeńskiego pułku czołgów średnich w Żaganiu. W 1964 został wyznaczony na stanowisko szefa sztabu – zastępcy dowódcy do spraw liniowych 8 Drezdeńskiego pułku czołgów średnich w Żaganiu. Trzy lata później, w 1967, został starszym pomocnikiem szefa Wydziału Operacyjnego Sztabu 11 Drezdeńskiej Dywizji Pancernej w Żaganiu. W 1971 objął stanowisko szefa Wydziału Operacyjnego Sztabu 5 Saskiej Dywizji Pancernej w Gubinie. W 1973 został szefem sztabu – zastępcą dowódcy 11 Drezdeńskiej Dywizji Pancernej w Żaganiu. W 1976 został przeniesiony na równorzędne stanowisko szefa sztabu – zastępcy dowódcy 3 Pomorskiej Dywizji Zmechanizowanej w Lublinie.
W 1978 objął dowództwo 3 Pomorskiej Dywizji Zmechanizowanej i sprawował je przez kolejnych pięć lat. W 1983 na stanowisku dowódcy dywizji został awansowany na generała brygady. W tym samym roku został zastępcą dowódcy do spraw liniowych Warszawskiego Okręgu Wojskowego, a następnie do spraw obrony terytorialnej. W latach 1987–1991 dowodził Zgrupowaniem Jednostek Zabezpieczenia MON. 4 lutego 1992 został przeniesiony w stan spoczynku.
Na emeryturze pełnił między innymi funkcję prezesa Zarządu Stowarzyszenia Miłośników Polskiego Oręża im. Marszałka Józefa Piłsudskiego. Dzięki jego staraniom w Warszawie został zbudowany Pomnik Czynu Zbrojnego Polonii Amerykańskiej. Zmarł 25 marca 2009. Pochowany 1 kwietnia 2009 na Cmentarzu Wojskowym na Powązkach (kwatera F II, rząd 11, grób 10)

## Życie prywatne
Mieszkał w Warszawie, żonaty, dwoje dzieci. Jego brat był żołnierzem 5 Dywizji Piechoty (2 Armia WP) i w 1945 brał udział w bitwie pod Budziszynem.

## Odznaczenia i wyróżnienia
- Krzyż Oficerski Orderu Odrodzenia Polski
- Krzyż Kawalerski Orderu Odrodzenia Polski
- Krzyż Partyzancki
- Złoty Krzyż Zasługi
- Krzyż Armii Krajowej
- Medal 30-lecia Polski Ludowej
- Medal 40-lecia Polski Ludowej
- Złoty Medal Siły Zbrojne w Służbie Ojczyzny
- Srebrny Medal Siły Zbrojne w Służbie Ojczyzny
- Brązowy Medal Siły Zbrojne w Służbie Ojczyzny
- Złoty Medal „Za zasługi dla obronności kraju”
- Srebrny Medal Za zasługi dla obronności kraju
- Brązowy Medal Za zasługi dla obronności kraju
- Wpis do Honorowej Księgi Czynów Żołnierskich (1981)